# Lijst van spelers van New England Revolution
Deze lijst omvat voetballers die bij de Amerikaanse voetbalclub New England Revolution spelen of gespeeld hebben. De spelers zijn alfabetisch gerangschikt.

## A
- Juan Agudelo
- Chris Albright
- Yari Allnutt
- Kevin Alston
- Shaker Assad

## B
- Imad Baba
- Gabriel Badilla
- Jeff Baicher
- Richie Baker
- Darrius Barnes
- Perek Belleh
- Zak Boggs
- Tristan Bowen
- Sam Brill
- Felix Brillant
- Adin Brown
- Chris Brown
- Kyle Brown
- Adam Buksa
- Teal Bunbury
- Mike Burns
- Preston Burpo
- Bryan Byrne

## C
- Scott Caldwell
- Dan Calichman
- José Cancela
- Cássio
- Mauricio Castro
- Ted Chronopoulos
- Nico Colaluca
- Adam Cristman
- Leo Cullen

## D
- Charlie Davies
- Clint Dempsey
- Mamadou Diallo
- Andy Dorman
- Kheli Dube
- Brian Dunseth

## F
- Diego Fagúndez
- Andrew Farrell
- Argenis Fernandez
- José Carlos Fernández
- Ian Feuer
- Gary Flood
- Joe Franchino

## G
- Giuseppe Galderisi
- Jani Galik
- Joe Germanese
- Cory Gibbs
- José Gonçalves
- Miguel Gonzalez
- Edwin Gorter
- Andrei Gotsmanov
- Richard Goulooze
- Ariel Graziani
- Jason Griffiths

## H
- Pat Haggerty
- Jeremy Hall
- Dženaldin Hamzagić
- John Harkes
- Jay Heaps
- Kyle Helton
- Daniel Hernández
- Chase Hilgenbrinck
- Jamie Holmes
- Steve Howey
- Eduardo Hurtado

## I
- Zak Ibsen
- Amaechi Igwe
- Erik Imler

## J
- Edgaras Jankauskas
- Avery John
- Jermaine Jones
- Shalrie Joseph

## K
- Kei Kamara
- Brian Kamler
- John Kerr
- Brad Knighton
- Daigo Kobayashi

## L
- Tyrel Lacey
- Alexi Lalas
- Jeff Larentowicz
- Ryan Latham
- Marshall Leonard
- Roberto Linck
- Carlos Llamosa
- Tony Lochhead
- Chris Loftus

## M
- Kenny Mansally
- Brandon Manzonelli
- Ryan Maxwell
- Janusz Michallik
- Joe Max Moore
- Tim Murray

## N
- David Nakhid
- Steve Neumann
- Lee Nguyen
- Joseph Niouky
- Pat Noonan
- Sainey Nyassi

## O
- Arsene Oka
- Sean Okoli
- Leandro de Oliveira
- Stephane Ombiogno
- Emmanuel Osei

## P
- Óscar Pareja
- Michael Parkhurst
- Marko Perović
- Pat Phelan
- Ricardo Phillips
- Matt Pickens
- Rusty Pierce

## R
- Steve Ralston
- Mauricio Ramos
- Matt Reis
- James Riley
- Kelyn Rowe

## S
- Chris Salvaggione
- Zack Schilawski
- Bobby Shuttleworth
- Willie Sims
- Kyle Singer
- Seth Sinovic
- Donnie Smith
- Khano Smith
- Ryan Solle
- Juergen Sommer
- Trevor Spangenberg
- Ilija Stolica

## T
- Bobby Thompson
- Wells Thompson
- Chris Tierney
- T.J. Tomasso
- Taylor Twellman
- Brandon Tyler

## V
- Rob Valentino
- Luke Vercollone
- Michael Videira

## W
- Spencer Wadsworth
- Doug Warren
- Andy Williams
- Adam Williamson
- Easton Wilson
- John Wolyniec
- London Woodberry
- Mauricio Wright
- Eric Wynalda
- Danny Wynn

## Z
- Walter Zenga